# Bruno Rocco
 (octobre 2018).
Bruno Rocco, né le 14 janvier 1963 à Neuilly-sur-Seine, est un auteur de bande dessinée français.

## Biographie
Bruno Rocco se lance dans la bande dessinée en 1985 après des études d'arts appliqués à Paris. Il travaille alors pour de nombreux magazines comme Okapi, Je bouquine, Circus, Tintin reporter et (À suivre). 
Illustrateur de livres scolaires chez Nathan, il tâte également à la publicité avec la création d'un album pour Usinor Sacilor, paru aux éditions Zenovision. Il accède à la notoriété lors de son passage chez Glénat, avec notamment Le Jeu de Pourpre et  A.D.N. sur des scénarios de Makyo. 
Bruno Rocco est par ailleurs président de l'association Paty Métier d'Art ayant pour but de regrouper les métiers d'art situés dans le bassin de Nogent-le-Rotrou, de faciliter leur implantation et la promotion de leurs activités au sein du quartier du Paty et plus largement du Perche.
Il vit à Nogent-le-Rotrou avec sa compagne, Virginie Berthier, maître verrier.

## Œuvre
- Le Jeu de pourpre, scénario de Makyo, dessin de Bruno Rocco, Glénat, collection Grafica

1. Le Rêve partagé, 1994  (ISBN 2-7234-1534-1)
2. Le Corps dispersé, 1995  (ISBN 2-7234-1729-8)
3. La Mort donnée, 1996  (ISBN 2-7234-1992-4)
4. Le Temple reconstruit, 1998  (ISBN 2-7234-2262-3)

- Le Décalogue, Glénat, collection Grafica

5. Le Vengeur, scénario de Frank Giroud, dessins de Bruno Rocco, 2001  (ISBN 2-7234-3379-X)
HS. Le XIe Commandement, scénario de Luc Révillon et Frank Giroud, dessins de Bruno Rocco, Michel Faure, Béhé, Alain Mounier, Lucien Rollin et TBC, 2003  (ISBN 2-7234-4479-1)
- La main sacrée de METALLICA, scénario de Xavier Séguin, dessins de Bruno Rocco, Écho Vision, 2004  (ISBN 2-906005-03-7)
- A.D.N., scénario de Makyo et Toldac, dessins de Bruno Rocco, Glénat, collection Grafica

1. L'Espèce temps, 2003  (ISBN 2-7234-4089-3)[1]
2. Ange Noir, 2004  (ISBN 2-7234-4521-6)
3. Révélations, 2006  (ISBN 2-7234-5108-9)

- La Cible - A.D.N. - Cycle 2, scénario et dessins de Bruno Rocco, Glénat, collection Grafica

1. Désert Rouge, 2007  (ISBN 978-2-7234-5783-5)

- Jean-Jacques, scénario de Makyo et Frédéric Richaud, dessins de Bruno Rocco, Delcourt, collection Histoire & Histoires, 2009  (ISBN 978-2-7560-1491-3)
- L'Ordre du Chaos, scénario de Sophie Ricaume et Damien Pérez, Delcourt, collection Machination

2. Machiavel, dessins de Bruno Rocco, 2012  (ISBN 978-2-7560-2133-1)
- Objectif : bien manger !, scénario de Frederick Delius, dessins de Bruno Rocco, Mutex, 2009